# Kermadecazoon
Kermadecazoon is een monotypisch mosdiertjesgeslacht uit de familie van de Bitectiporidae en de orde Cheilostomatida. De wetenschappelijke naam ervan werd in 2006 voor het eerst geldig gepubliceerd door Kevin John Tilbrook.

## Soort
- Kermadecazoon exallos (Gordon, 1984)